# 安娜·奥尔松 (越野滑雪运动员)
安娜·奥尔松（瑞典語：Anna Olsson，1976年5月1日—），瑞典女子越野滑雪运动员。她曾代表瑞典参加2002年、2006年和2010年冬季奥林匹克运动会越野滑雪比赛，获得一枚金牌。